# Coelichneumon histricus
Coelichneumon histricus là một loài tò vò trong họ Ichneumonidae.